# دشعررهن (حديبو)

تعديل مصدري - تعديل

دشعررهن إحدى قرى مديرية حديبو التابعة لمحافظة سقطرى، بلغ تعداد سكانها 36 نسمة حسب تعداد اليمن لعام 2004.